# 森田凜
森田 凜（もりた りん、2002年2月14日 - ）は、徳島県徳島市出身のプロサッカー選手。Jリーグ・奈良クラブ所属。ポジションは、ミッドフィールダー（MF）。

## 来歴
徳島ヴォルティスのアカデミー出身。2017年、U-15日本代表に選出され、中国遠征に参加した。2019年3月には、トップチームに2種登録された。
2020年より、トップチームへ昇格した。
2021年、奈良クラブに育成型期限付き移籍。
2023年、FC琉球に育成型期限付き移籍 をしていたが同年9月6日に解除され、奈良クラブに育成型期限付き移籍をすることが発表された。
2025年、奈良クラブに完全移籍。

## 所属クラブ
- CSPサッカーアカデミー
- 徳島ヴォルティスジュニアユース
- 徳島ヴォルティスユース（徳島県立徳島商業高等学校[9]）
  - 2019年3月 - 同年12月  徳島ヴォルティス（2種登録選手）
- 2020年 - 2024年  徳島ヴォルティス
  - 2021年 - 2022年  奈良クラブ（期限付き移籍）
  - 2023年 - 同年9月  FC琉球（期限付き移籍）
  - 2023年9月 - 2024年  奈良クラブ（期限付き移籍）
- 2025年 -   奈良クラブ

## 個人成績
| 国内大会個人成績 | 国内大会個人成績 | 国内大会個人成績 | 国内大会個人成績 | 国内大会個人成績 | 国内大会個人成績 | 国内大会個人成績 | 国内大会個人成績 | 国内大会個人成績 | 国内大会個人成績 | 国内大会個人成績 | 国内大会個人成績 |
| 年度             | クラブ           | 背番号           | リーグ           | リーグ戦         | リーグ戦         | リーグ杯         | リーグ杯         | オープン杯       | オープン杯       | 期間通算         | 期間通算         |
| 年度             | クラブ           | 背番号           | リーグ           | 出場             | 得点             | 出場             | 得点             | 出場             | 得点             | 出場             | 得点             |
| 日本             | 日本             | 日本             | 日本             | リーグ戦         | リーグ戦         | リーグ杯         | リーグ杯         | 天皇杯           | 天皇杯           | 期間通算         | 期間通算         |
| ---------------- | ---------------- | ---------------- | ---------------- | ---------------- | ---------------- | ---------------- | ---------------- | ---------------- | ---------------- | ---------------- | ---------------- |
| 2020             | 徳島             | 41               | J2               | 0                | 0                | -                | -                | 0                | 0                | 0                | 0                |
| 2021             | 奈良             | 14               | JFL              | 16               | 1                | -                | -                | -                | -                | 16               | 1                |
| 2022             | 奈良             | 14               | JFL              | 25               | 1                | -                | -                | 0                | 0                | 25               | 1                |
| 2023             | 琉球             | 20               | J3               | 13               | 0                | -                | -                | 2                | 0                | 15               | 0                |
| 2023             | 奈良             | 41               | J3               | 9                | 0                | -                | -                | -                | -                | 9                | 0                |
| 2024             | 奈良             | 41               | J3               | 12               | 0                | 0                | 0                | 2                | 0                | 14               | 0                |
| 2025             | 奈良             | 41               | J3               |                  |                  |                  |                  |                  |                  |                  |                  |
| 通算             | 日本             | 日本             | J2               | 0                | 0                | -                | -                | 0                | 0                | 0                | 0                |
| 通算             | 日本             | 日本             | J3               | 34               | 0                | 0                | 0                | 4                | 0                | 38               | 0                |
| 通算             | 日本             | 日本             | JFL              | 41               | 2                | -                | -                | 0                | 0                | 41               | 2                |
| 総通算           | 総通算           | 総通算           | 総通算           | 75               | 2                | 0                | 0                | 4                | 0                | 79               | 2                |

- 2019年 2種登録選手としての公式戦出場無し

出場歴
- Jリーグ初出場 - 2023年3月4日 J3第1節 vsヴァンラーレ八戸（タピック県総ひやごんスタジアム）

## 代表歴
- U-15日本代表
- U-17日本代表候補[10]

## タイトル

### クラブ
徳島ヴォルティス
- J2リーグ：1回（2020年）

奈良クラブ
- 日本フットボールリーグ：1回（2022年）
- 奈良県サッカー選手権大会：1回（2022年）

FC琉球
- タイムス杯争奪沖縄県サッカー選手権大会：1回（2023年）